# Vagner da Silva
Vagner da Silva, noto semplicemente come Vagner (Araruna, 6 giugno 1986), è un calciatore brasiliano, portiere del Operário-PR.

## Carriera
Dopo gli inizi in patria si è trasferito all'Estoril Praia, club con il quale ha esordito nella massima serie portoghese nel 2012.

## Palmarès

### Club

#### Competizioni nazionali
- Segunda Liga: 1

Estoril Praia: 2011-2012
- Campionato azero: 2

Qarabağ: 2018-2019, 2019-2020